# Taras Khtey
Taras Yuryevich Khtey (em russo:  Тарас Юрьевич Хтей; Leópolis, 22 de maio de 1982) é um jogador de voleibol russo, duas vezes medalhista olímpico, uma delas de ouro nos Jogos Olímpicos de 2012, em Londres.

## Carreira
Pela seleção júnior da Rússia, Khtey foi campeão europeu e mundial em 1999. Nos anos seguintes conquistou mais um título europeu e um vice-campeonato mundial na categoria juvenil. Em 29 de junho de 2002 num jogo contra Cuba pela Liga Mundial, fez a sua estreia na seleção principal, competição em que a Rússia conquistou a inédita medalha de ouro. Ainda em 2002 esteve no Campeonato Mundial, na Argentina, onde os russos chegaram à final, perdendo a para o Brasil no tie-break. Após ausentar-se em boa parte da temporada de 2003 por conta do serviço militar, em 2004, Khtey disputou o seu primeiro torneio olímpico e conquistou a medalha de bronze em Atenas. Em 2005 perdeu a final do Campeonato Europeu para a anfitriã Itália.
Após passagens pelos clubes MGTU Moscou (1998–2003) e Dínamo Moscou (2003–2005), Khtey transferiu-se para o Ural Ufa onde jogou por uma temporada, até ser contratado em 2006 pelo Iskra Odintsovo. Em 2008, ele chegou a seu atual clube Lokomotiv Belgorod, onde venceu uma Copa CEV na temporada seguinte. Após ausentar-se da seleção nacional em 2006, retornou em 2010 perdendo a final da Liga Mundial de 2010, mas no ano seguinte teve uma temporada bem sucedida com as conquistas da Liga Mundial e da Copa do Mundo. Em 2012 foi o capitão da equipe que obteve a inédita medalha de ouro para a Rússia independente nos Jogos Olímpicos de 2012.